# Corsica Express Three
Il Corsica Express Three è un traghetto appartenente alla compagnia di navigazione italiana BluNavy.

## Servizio
Varato il 21 maggio 1996 nei cantieri navali INMA di La Spezia con il nome di Corsica Express III e consegnato il 1º settembre successivo alla Corsica Ferries - Sardinia Ferries, prende servizio il 16 settembre nei collegamenti tra Nizza, Bastia e Calvi in sostituzione del gemello Corsica Express II, trasferito nei collegamenti tra Italia e Corsica.
Nel 2002 viene ribattezzato Corsica Express Three ed issa bandiera italiana.
Nel 2004 viene trasferito nei collegamenti tra Nizza, Savona e Bastia ed in quelli tra Civitavecchia e Golfo Aranci, entrambe in sostituzione del Sardinia Express, trasferito nei collegamenti tra Nizza e la Corsica.
Nell'estate del 2005 torna in servizio solo nei collegamenti tra Nizza e Bastia.
In seguito all'aumento del prezzo del GNV, al termine della stagione estiva 2006 viene disarmato a Vado Ligure. 
Nel giugno del 2007 viene noleggiato insieme al Sardinia Vera alla neonata Kallisti Ferries e, trasferito sotto le insegne della compagnia, prende servizio il 29 giugno nei collegamenti tra Il Pireo, Naxos, Icaria, Furni e Samo.
Il 18 dicembre 2008, durante le manovre di ormeggio a Samotracia, rompe gli ormeggi a causa del forte vento, finendo alla deriva su alcune piccole imbarcazioni e riportando numerosi danni.

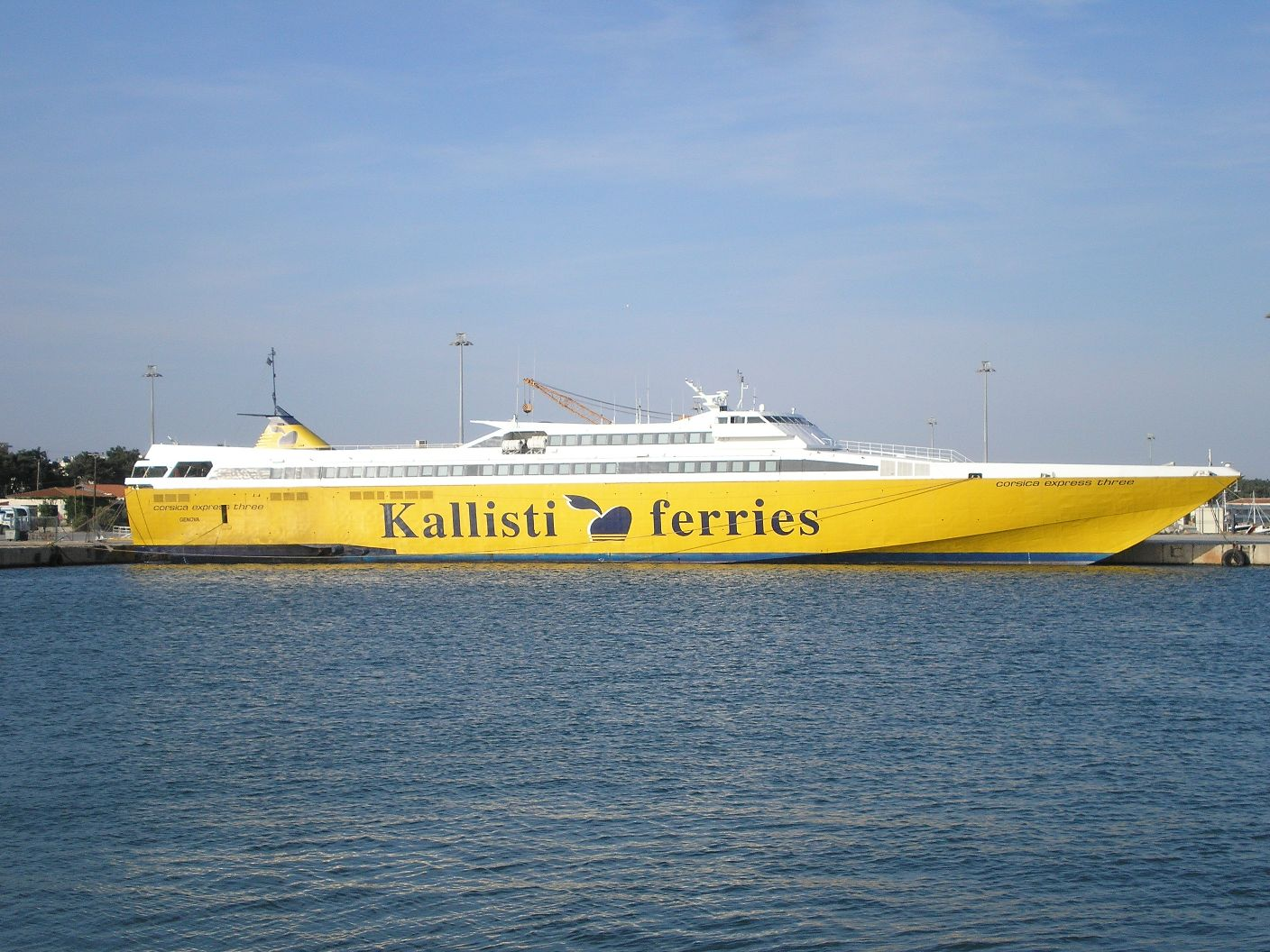
Il Corsica Express Three in servizio per Kallisti Ferries nel 2009.

Nel luglio 2009, a causa di una crisi di mercato nel mar Egeo, la Kallisti Ferries interrompe i servizi ed il traghetto fa ritorno a Vado Ligure, dove viene disarmato.
Nel 2014, dopo cinque anni di disarmo nel porto ligure, torna in servizio nei collegamenti tra Piombino, Portoferraio e Bastia in sostituzione della Corsica Express Seconda.

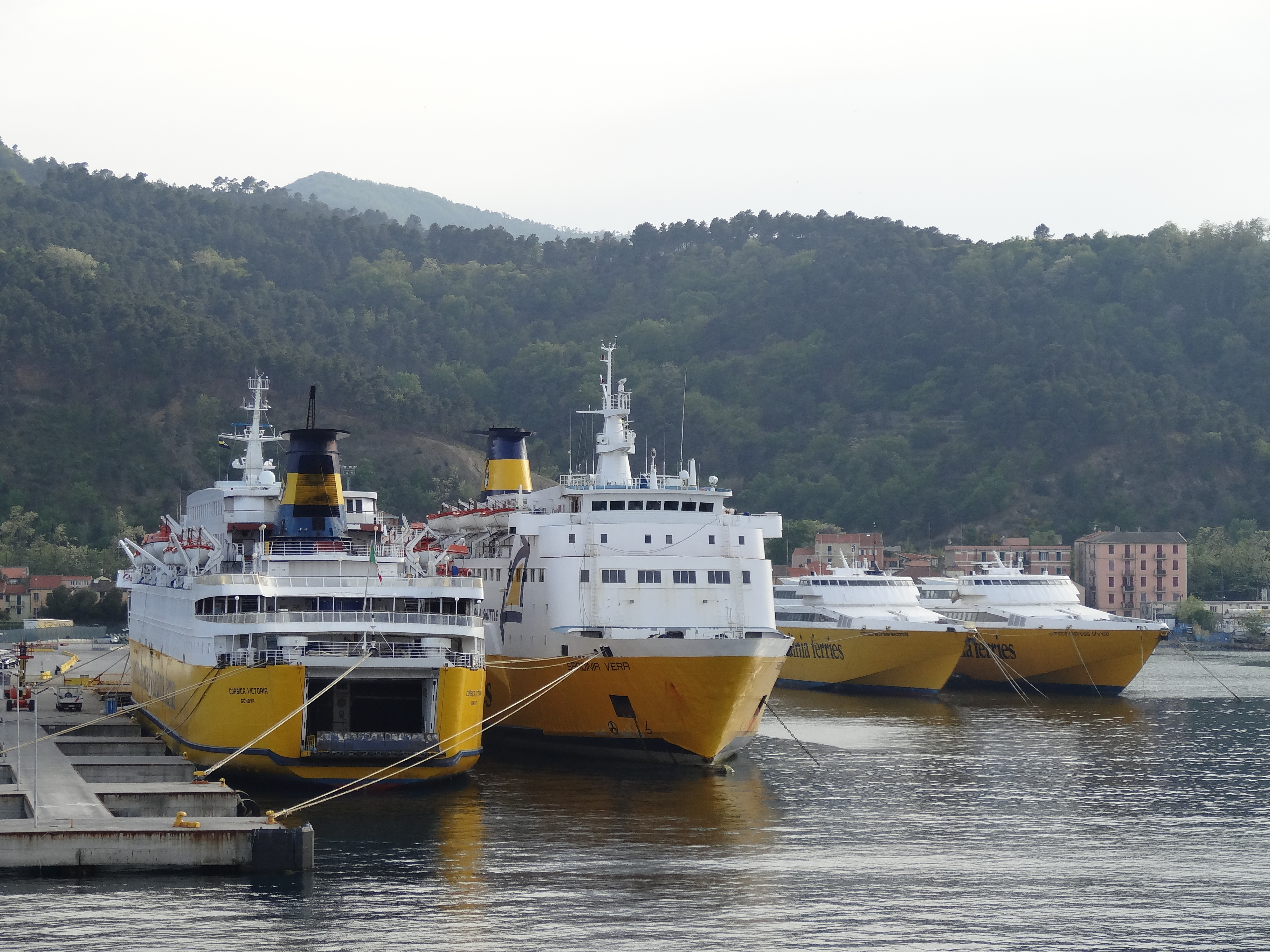
Il Corsica Express Three in disarmo a Vado Ligure nel 2014 insieme a Corsica Express Seconda, Sardinia Vera e Corsica Victoria.

Il 20 agosto 2024, poco dopo aver mollato gli ormeggi da Piombino, ha subito un principio di incendio nella sala macchine prontamente domato. Le circa 300 persone a bordo sono state fatte sbarcare dalla nave tramite appositi scivoli in quanto il portellone di poppa era inservibile a seguito del principio di incendio. Solo un passeggero ha riportato delle escoriazioni mentre lasciava la nave tramite scivolo mentre un altro ha accusato un attacco di panico, entrambi sono stati soccorsi in banchina e hanno rifiutato il ricovero ospedaliero. Successivamente all'incendio, viene posto fuori servizio per le necessarie riparazioni.
Il 24 agosto 2024 viene sostituito nei collegamenti tra Piombino e Portoferraio dal Corsica Marina Seconda,  che fece tratta di ritorno con destinazione Piombino anziché Livorno come da consuetudine.
L'8 gennaio 2025 viene annunciata la cessione della società Elba Ferries (succursale di Corsica Ferries) alla compagnia elbana BluNavy. Di conseguenza anche la nave passa in noleggio a BluNavy per la stagione estiva 2025 nei collegamenti tra Piombino e Portoferraio.
Il 17 aprile 2025 viene trasferito da Genova a Piombino e di nuovo disarmato.
Il 29 aprile 2025 ne viene annunciata la cessione a titolo definitivo alla BluNavy.
Il 30 luglio 2025, visto il mancato utilizzo dell'unità, viene trasferito ad Augusta, dove viene di nuovo posto in disarmo.

## Navi gemelle
- Paros Jet (ex Corsica Express Seconda)
- Bellone (ex Sardinia Express)